# ダイソナ (小惑星)
ダイソナ (1241 Dysona) は小惑星帯に位置する小惑星。南アフリカの天文学者ハリー・エドウィン・ウッドがヨハネスブルグのユニオン天文台で発見した。
イギリスの天文学者、フランク・ダイソンに因んで命名された。